# Nine Inch Nails
Nine Inch Nails (forkortet NIN) er et amerikansk, industrial rockband som blev startet i Cleveland, Ohio af Trent Reznor i 1988. Reznor er det eneste officielle bandmedlem af Nine Inch Nails.

## Biografi
Nine Inch Nails' debutalbum, Pretty Hate Machine blev udgivet i 1989. Det var en kommerciel succes og blev certificeret Gold i 1992. Reznors pladeselskab tvang Reznor til at producere en opfølgning på Pretty Hate Machine, med singler som skulle være for alle, valgte Reznor at løsrive sig fra kontrakten, og søge efter et nyt.
For at et andet pladeselskab ikke skulle fatte mistanke, og kræve det samme, sendte Reznor materiale under et dæknavn og fik en kontrakt på TVT records som udgav Broken EP'en i 1992. I sommeren 1991 var Nine Inch Nails med under Lollapalooza festivalen, og vandt desuden en Grammy i 1993 via nummeret "Wish" fra Broken EP.
Nine Inch Nails' andet fuld-længde album, The Downward Spiral, trådte op på Billboard top 200 i 1994 som nummer to, trods mange nyere albums, er dette album det mest solgte Nine Inch Nails album i USA nogensinde.
Nine Inch Nails turnerede i en udstrakt grad i løbet af de næste par år, herunder en koncert på Woodstock'94, hvor han sagde til publikum, at han ikke kunne lide at spille store steder.
Fem år gik der før Nine Inch Nails' næste store album, The Fragile, som er en dobbelt-cd, debuterede i september 1999 som nummer et på Billboard, pladen solgte 228000 eksemplarer i sin første uge og modtager fantastiske anmeldelser. Seks år gik der før Nine Inch Nails næste fuldlængde album, With Teeth udkom, som også debuterede på toppen af Billboard.
Albummet blev skrevet og indspillet efterfølgende af Reznors kamp med alkoholisme og stofmisbrug.
Nine Inch Nails' 2007 største studieudgivelse, Year Zero.
Reznor har beskrevet Year Zero som et koncept-album der kritiserer den amerikanske regerings nuværende politik, og hvordan den vil påvirke verden 15 år i fremtiden.
I marts 2008 udgav Nine Inch Nails det instrumentale album Ghosts I–IV uden en pladekontrakt.
I maj 2008 udgav Nine Inch Nails et studiealbum med titlen The Slip.
I 2009 offentliggjorde Trent Reznor at Nine Inch Nails ville stoppe med at turnere i en overskuelig fremtid. Han ville ikke stoppe med at lave musik som Nine Inch Nails, men ønskede at koncentrere sig om andre ting i et stykke tid.
I 2013 offentliggjorde Reznor, at bandet igen ville tage på tour, og at det ville ske på baggrund af et nyt album. Hesitation Marks udkom i september 2013.

## Diskografi

### Studiealbum
- 1989: Pretty Hate Machine
- 1992: Broken
- 1994: The Downward Spiral
- 1999: The Fragile
- 2005: With Teeth
- 2007: Year Zero
- 2008: Ghosts I–IV
- 2008: The Slip
- 2013: Hesitation Marks
- 2016: Not the Actual Events – EP
- 2017: Add Violence – EP
- 2018: Bad Witch
- 2020: Ghosts V: Together
- 2020: Ghosts VI: Locusts

## Eksterne links
- Officielle hjemmeside
- Officielle fanside

- Wikimedia Commons har flere filer relateret til Nine Inch Nails

| Musikgruppe | Spire Denne artikel om en amerikansk musikgruppe er en spire som bør udbygges. Du er velkommen til at hjælpe Wikipedia ved at udvide den. |